# Stuhlschlitten

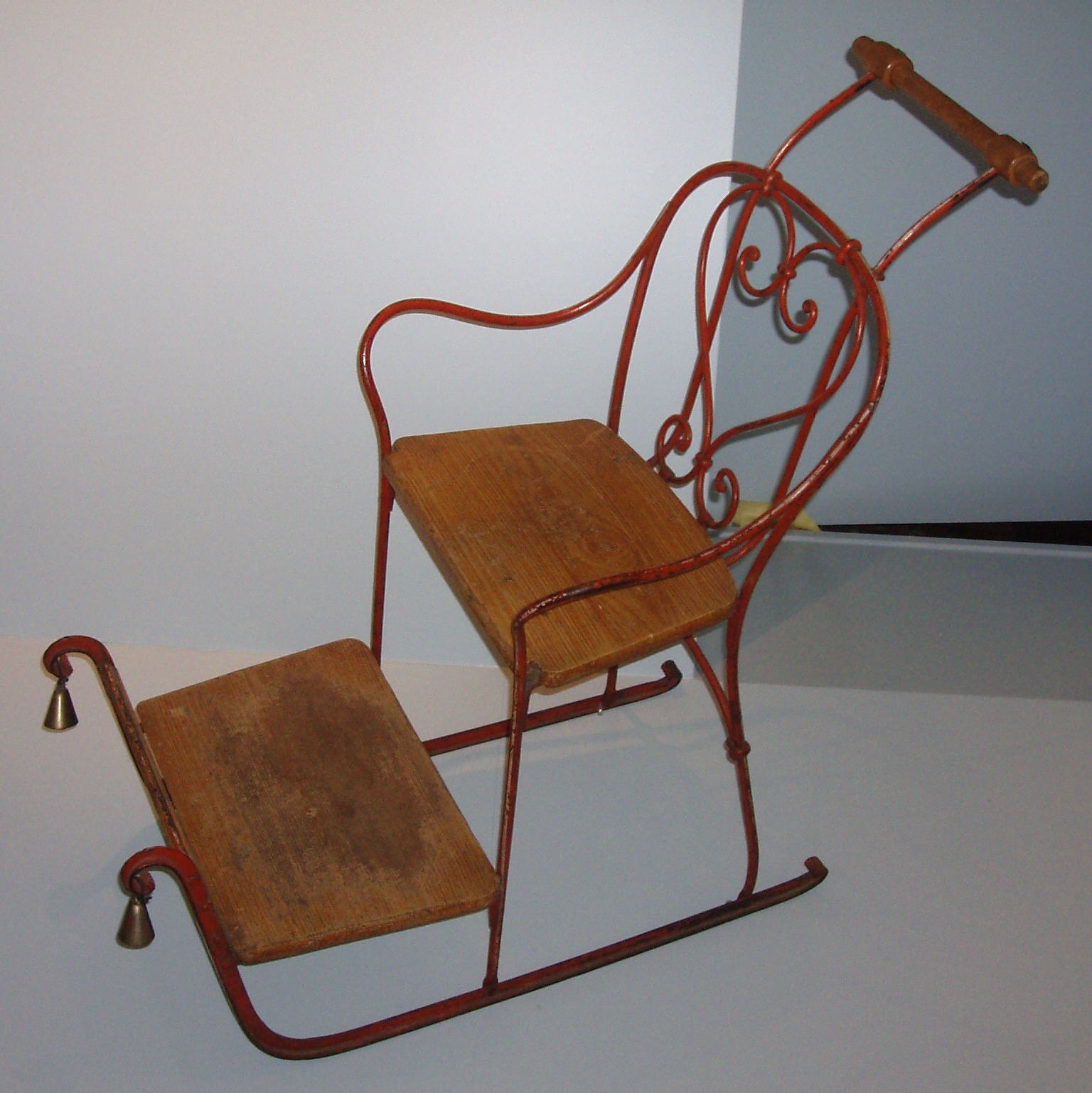
Stuhlschlitten

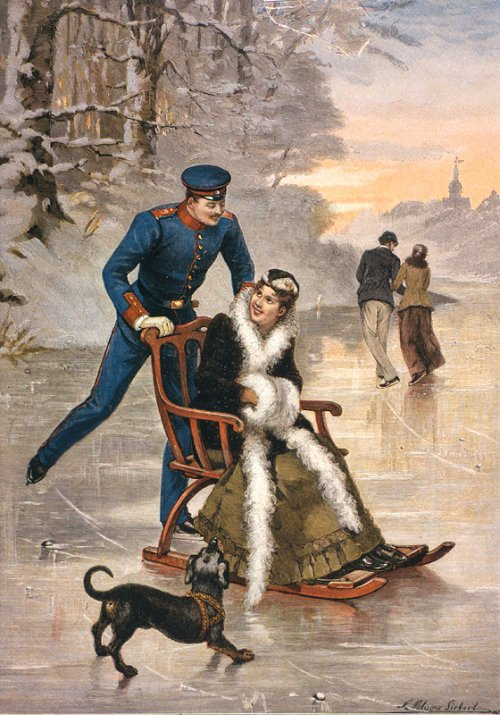
Stuhlschlitten auf einem Gemälde von 1894

Ein Stuhlschlitten oder Stoßschlitten ist ein Schlitten, der vorrangig auf dem Eis zum Einsatz kommt.
Er besteht aus einem stuhl- oder sesselartigen Sitz auf dünnen Kufen und wird vorzugsweise von Damen oder auch von Kindern genutzt. Der Insasse selbst nimmt keinen Einfluss auf die Bewegungen des Fahrzeugs, sondern lässt sich in der Regel von einem Schlittschuhläufer schieben.
Im Spreewald kann man im Winter noch heute auf den zugefrorenen Fließen mit einem Stoßschlitten fahren.